# EGA

Paleta EGA de 64 cores.

O padrão de vídeo EGA (sigla para a expressão inglesa Enhanced Graphics Adapter) foi criado em 1984 pela IBM, sendo o segundo padrão gráfico colorido na história dos microcomputadores IBM PC.
Está localizado entre o CGA e o VGA.
As capacidades gráficas dos microcomputadores compatíveis com IBM PC no padrão CGA eram limitadas e o novo adaptador acrescentou novos modos de vídeo e uma maior quantidade de cores exibíveis simultaneamente.
Embora lançado junto com o IBM PC/AT, o EGA podia ser utilizado em microcomputadores IBM PC e PC XT, ambos os microcomputadores de 16 bits da IBM.
O padrão EGA foi um degrau importante para o avanço e popularização dos microcomputadores pessoais da IBM, já que no mesmo ano do seu lançamento, outros fabricantes produziam computadores de oito bits com capacidades gráficas superiores.
O EGA foi bastante utilizado até meados de 1987, altura em que o padrão VGA passou a dominar o mercado com os PCs de 32 bits Intel 80386 de alta velocidade.